# Verkehrsgemeinschaft Wartburgregion
Die Verkehrsgemeinschaft Wartburgregion (abgekürzt VGW) ist ein im Mai 2019 gegründeter Verkehrsverbund im Wartburgkreis mit Sitz der Geschäftsstelle in der Kreisstadt Bad Salzungen bei der Verkehrsunternehmen Wartburgmobil gkAöR.

Logo der VGW

## Geschichte
Der VGW wurde im Mai 2019 von fünf im Wartburgkreis tätigen Busunternehmen gegründet. Zum 1. Januar 2022 ist der Verkehrsgemeinschaft als weiteres Mitglied die Firma Reise Schieck beigetreten.

## Umfang
Der Verbund umfasst das Gebiet des Wartburgkreises mit einer Fläche von 1.371 km² und einer Einwohnerzahl von 159.937 Einwohnern (Stand 31. Dezember 2020) sowie weitere Verkehre in benachbarte Regionen.
Die VGW umfasst 75 Buslinien.

## Tarif

### Ortsverkehre
In den Ortsverkehren kommt ein Zonentarif mit maximal 3 Zonen zur Anwendung.

### Regionalverkehr
Es kommt ein bei 35 km gedeckelter, degressiver Kilometertarif zur Anwendung.

### Übergangstarife
| Linie         | Linienweg                                                                         | Kooperationspartner                                                 |
| ------------- | --------------------------------------------------------------------------------- | ------------------------------------------------------------------- |
| 100 (NVV 300) | Bad Salzungen – Erlebnisbergwerk Merkers – Vacha – Bad Hersfeld Bäderlinie        | Nordhessischer Verkehrsverbund (NVV)                                |
| 120           | Dermbach – Oechsen – Geisa – Grenzmuseum Point Alpha – Hünfeld                    | Rhein-Main-Verkehrsverbund (RMV) ab Geisa                           |
| 133           | Dermbach – Empfertshausen – Diedorf – Kaltennordheim – Kaltensundheim – Fladungen | Meininger Busbetrieb (MBB)                                          |
| 140           | Eisenach – Wutha-Farnroda – Ruhla – Bad Liebenstein                               | Verkehrsverbund Mittelthüringen (VMT) zwischen Seebach und Eisenach |
| 142           | Eisenach – Wutha-Farnroda – Ruhla – Brotterode – Bad Tabarz Inselsbergexpress     | Verkehrsverbund Mittelthüringen (VMT)                               |
| 160           | Eisenach – Mihla – Nazza – Mühlhausen                                             | Regionalbus-Gesellschaft Unstrut-Hainich- und Kyffhäuserkreis       |
| 170           | Eisenach – Creuzburg (– Ifta) – Treffurt – Falken / Eschwege Fahrradbus           | Nordhessischer Verkehrsverbund (NVV)                                |

## Beteiligte Firmen
- Verkehrsunternehmen Wartburgmobil (VUW) gkAöR
- Verkehr Werraland OHG
- Verkehr Hainich OHG
- Verkehr Werra OHG
- Omnibusbetrieb Sina Fleischmann "Der Wiesenthaler"
- Reise Schieck Inh. Reinhard Schieck e.K.

## Linienverzeichnis
- XXX = Stadtbuslinie
- XXX = Saisonlinie
- XXX = Regionalbuslinie
- XXX = Nachtbuslinie

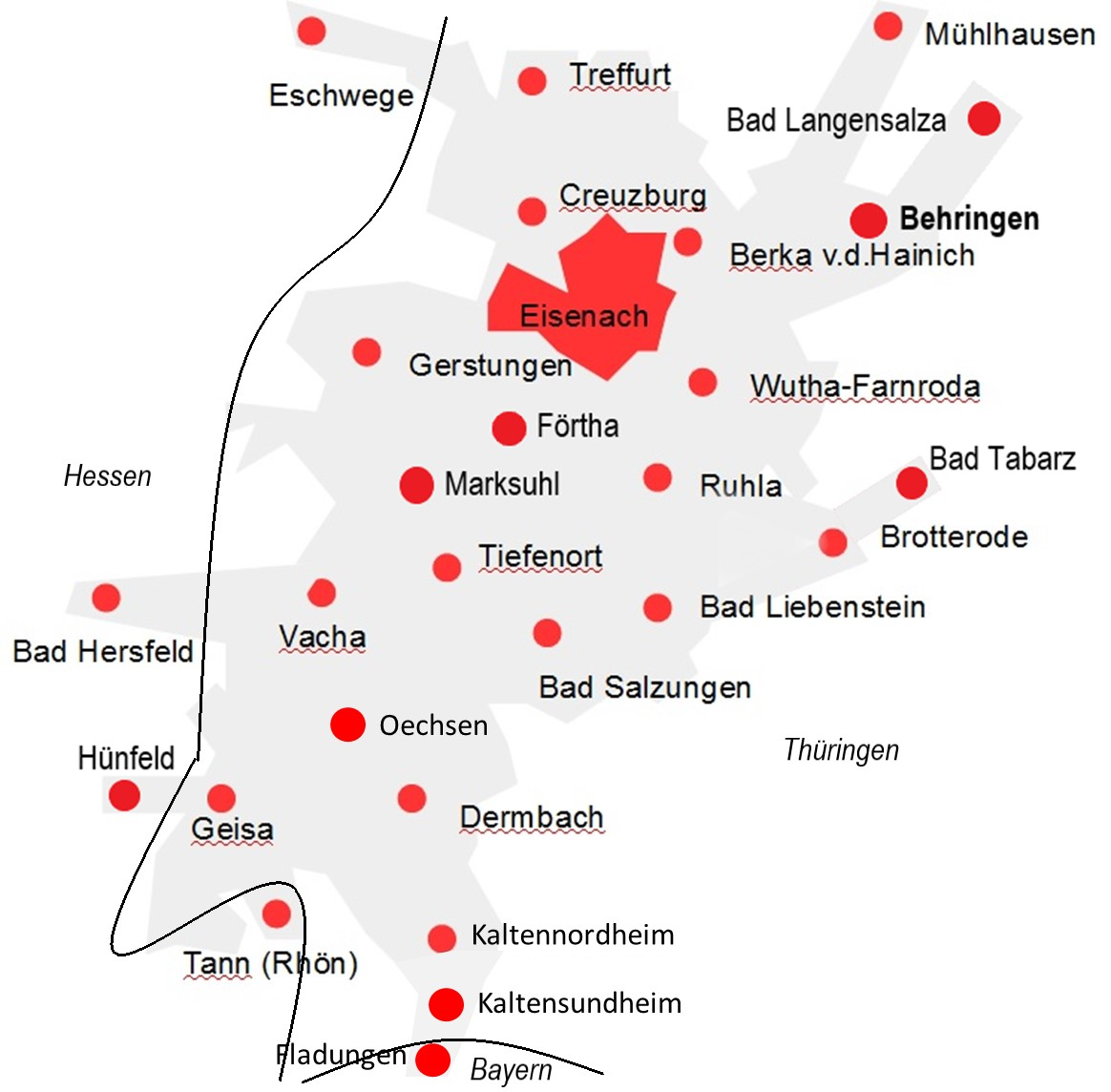
Bediengebiet der Verkehrsgemeinschaft Wartburgregion (VGW)

- XXX = Rufbuslinie/OnDemand-Verkehr

### Stadtverkehr Eisenach

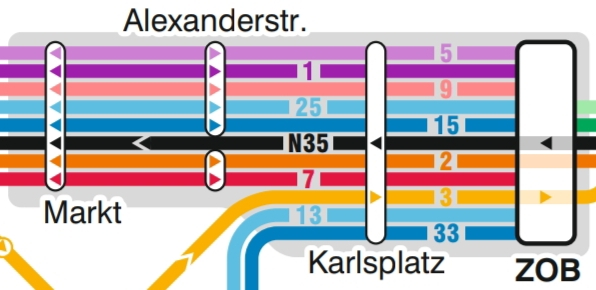
Stammstrecke Stadtbus Eisenach ZOB/Hauptbahnhof-Markt

Stand 12. Dezember 2021
| Linie        | Linienweg | Betreiber | Takt Mo–Fr     | Takt Sa             | So/Ftg       |
| ------------ | --- | --------- | -------------- | ------------------- | ------------ |
| 1            | ZOB – Nord, An der Tongrube                                                                                                | VUW       | 20'            | 40–60'              | 60'          |
| 2            | Rothenhof – ZOB – Stedtfelder Str. – Lauchröden / – Siebenborn                                                             | VUW       | 20–60'         | 3 Kurse             | kein Verkehr |
| 3            | ZOB – Mariental – Wartburg Luthershuttle                                                                                   | VUW       | 60'            | 60'                 | 60'          |
| 4            | ZOB – Hofferbertaue – Stockhausen – Boschwerk – Hötzelsroda                                                                | VUW       | 60–120'        | 120'                | 3 Kurse      |
| 5            | ZOB – Karlskuppe | VUW       | 20'            | kein Verkehr        | kein Verkehr |
| 7            | ZOB – Wartenberg | VUW       | 120'           | 2 Kurse             | kein Verkehr |
| 9            | ZOB – Industriegebiet Gries (Opel)                                                                                         | VUW       | 5 Kurse        | kein Verkehr        | kein Verkehr |
| 12           | ZOB – Gewerbegebiet Eichrodter Weg                                                                                         | VUW       | 6 Kurse        | kein Verkehr        | kein Verkehr |
| 15           | ZOB – Nord – Stregda – Boschwerk – Hötzelsroda                                                                             | VUW       | 60–120'        | 4 Kurse             | kein Verkehr |
| 17           | ZOB – Landratsamt-Außenstelle – automobile welt eisenach – ZOB                                                             | VUW       | 60'            | kein Verkehr        | kein Verkehr |
| 23           | Mariental – Wartburg Wartburgshuttle                                                                                       | VUW       | 30'            | 30'                 | 30'          |
| 25           | ZOB – Stedtfelder Str. – Karlskuppe – Nord                                                                                 | VUW       | 60' mit Lücken | 40–60'              | 60'          |
| 33           | ZOB – Südviertel, Joh.-Falk-Str.                                                                                           | VUW       | 3 Kurse        | 2 Kurse kurzgeführt | kein Verkehr |
| N35          | ZOB – Wandelhalle – ZOB – Stedtfelder Str. – Karlskuppe – Nord – Stregda – Hötzelsroda – Stockhausen – Hofferbertaue – ZOB | VUW       | kein Verkehr   | 2 Kurse             | kein Verkehr |
| Stammstrecke | ZOB – Markt (1 2 5 7 9 15 25)                                                                                              | VUW       | 5–10'          | 20'                 | 30'          |

### Ortsverkehr Bad Liebenstein
Stand 31. August 2022
| Linie | Linienweg                                                                            | Betreiber | Takt Mo–Fr | Takt Sa      | So/Ftg       |
| ----- | ------------------------------------------------------------------------------------ | --------- | ---------- | ------------ | ------------ |
| 41    | Heinrich-Mann-Klinik – Steinbach – Altenstein – Schweina – Busbahnhof – H.-M.-Klinik | VUW       | 60–120'    | 60'          | 60'          |
| 42    | H.-M.-Klinik – Bairoda – Meimers – ZOB – H.-M.-Klinik                                | VUW       | 60–120'    | kein Verkehr | kein Verkehr |
| 43    | H.-M.-Klinik – Steinbach – Schweina – Meimers – Bairoda – Busbahnhof                 | VUW       | 13 Kurse   | kein Verkehr | kein Verkehr |

### Stadt- und Ortsverkehr Bad Salzungen
Stand 31. August 2020
| Linie | Linienweg                                                                                 | Betreiber | Takt Mo–Fr   | Takt Sa      | Takt So/Ftg  |
| ----- | ----------------------------------------------------------------------------------------- | --------- | ------------ | ------------ | ------------ |
| 51    | Busbahnhof – Klinikum – Ärztehaus – Busbahnhof                                            | VUW       | 30'          | 60'          | 60'          |
| 52    | Busbahnhof – Schwimmbad – Kaltenborn – Stadtfriedhof – Hersfelder Str. – Busbahnhof       | VUW       | 60'          | 3 Kurse      | 3 Kurse      |
| 53    | Busbahnhof – Allendorf – Busbahnhof                                                       | VUW       | 30'          | 60'          | 60'          |
| 54    | Busbahnhof – Parkklinik – Busbahnhof                                                      | VUW       | kein Verkehr | 60–120'      | 60–120'      |
| 55    | Busbahnhof – Langenfeld – Hohleborn                                                       | VUW       | 4 Kurse      | kein Verkehr | kein Verkehr |
| N56   | R.-Breitscheid-Str. – Busbahnhof – Allendorf – R.-Breitscheid-Str.                        | VUW       | nach Bedarf  | nach Bedarf  | nach Bedarf  |
| N57   | R.-Breitscheid-Str. – Busbahnhof – Leimbach – Langenfeld – Kaltenborn – Hersfelder Str.   | VUW       | nach Bedarf  | nach Bedarf  | nach Bedarf  |
| 191   | Bad Salzungen – Oberrohn – Möhra / Ettenhausen/S. – Gumpelstadt – Kloster – Bad Salzungen | VUW       | 14 Kurse     | kein Verkehr | kein Verkehr |

### Regionalverkehr Wartburgkreis

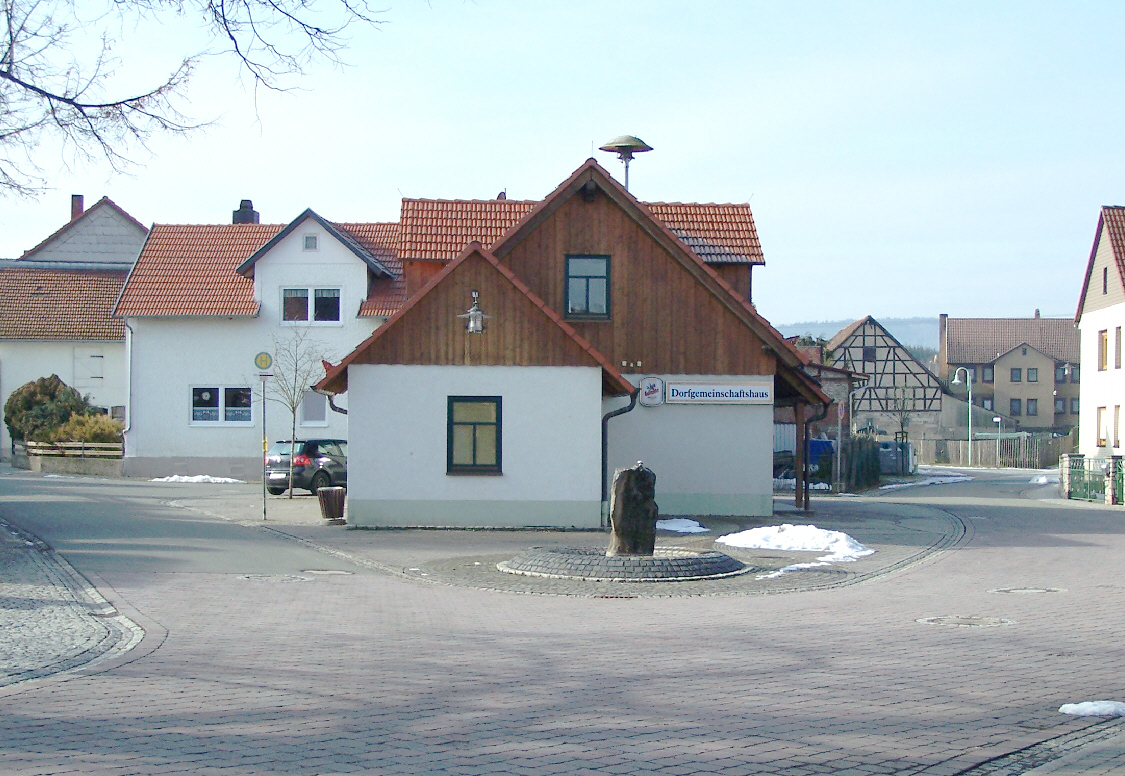
Regionalbushaltestelle im Ortsteil Übelroda der Gemeinde Barchfeld-Immelborn

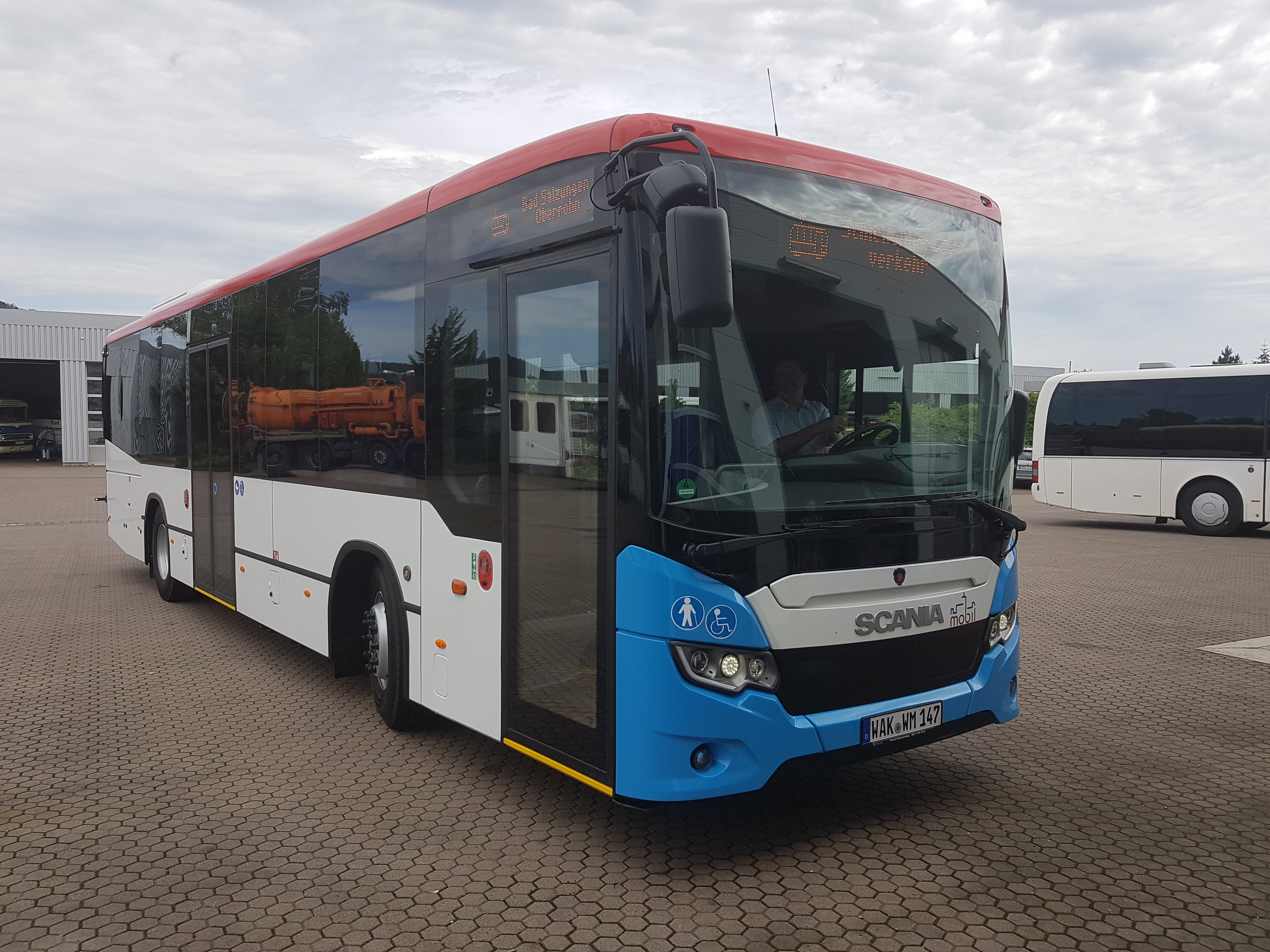
Scania Citywide LE Suburban Wartburgmobil im neuen Fahrzeugdesign

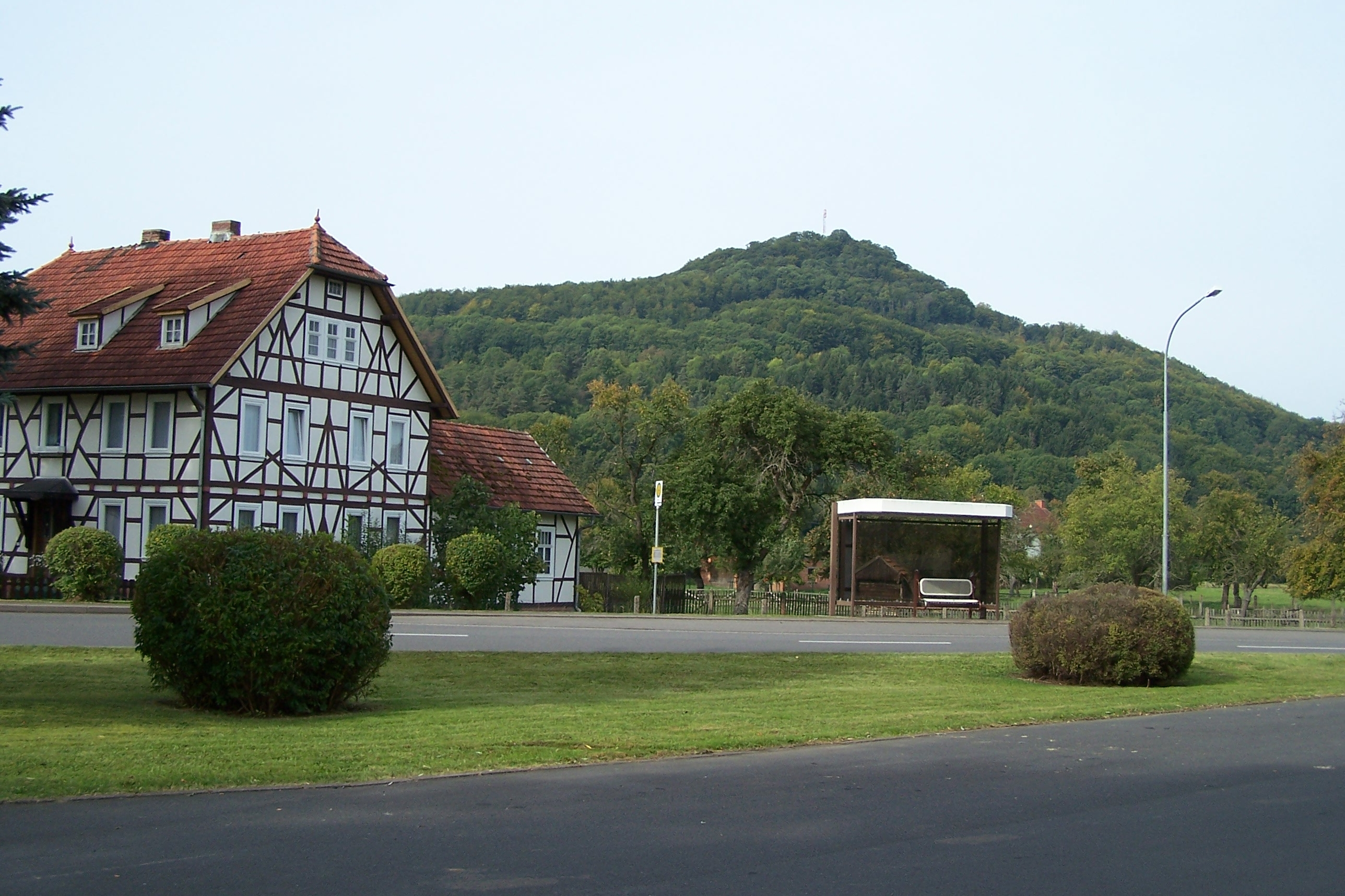
Regionalbushaltestelle im Ortsteil Schleid der gleichnamigen Gemeinde mit Blick auf den Rockenstuhl (Berg)

Stand 12. Dezember 2021
| Linie         | Linienweg                                                                                                  | Betreiber                         | Takt Mo–Fr                                                  | Takt Sa                               | Takt So/Ftg                           |
| ------------- | --- | --------------------------------- | ----------------------------------------------------------- | ------------------------------------- | ------------------------------------- |
|               | Bereich 10: Krayenberg-Hersfeld                                                                            | VUW                               |                                                             |                                       |                                       |
| 100 (NVV 300) | Bad Salzungen – Erlebnisbergwerk Merkers – Vacha – Bad Hersfeld Bäderlinie                                 | VUW                               | 60'                                                         | 120'                                  | 120'                                  |
| 101           | Bad Salzungen – Hämbach – Tiefenort – Berka/W. – Untersuhl – Gerstungen                                    | VUW                               | 21 Kurse                                                    | 3 Kurse                               | 3 Kurse                               |
| 103           | Merkers – Dorndorf – Kieselbach – Dönges – Hämbach – Merkers                                               | VUW                               | 8 Kurse                                                     | kein Verkehr                          | kein Verkehr                          |
| 104           | Vacha – Oberzella – Dorndorf – Stadtlengsfeld – Dermbach                                                   | VUW                               | 30–90'                                                      | 9 Kurse                               | 9 Kurse                               |
|               | Bereich 11: Suhl-, Elte- und Ulstertal                                                                     | VUW                               |                                                             |                                       |                                       |
| 110           | Eisenach – Dorndorf – Vacha – Buttlar – Geisa – Tann (Rhön) Rhönkurier                                     | VUW                               | Eisenach–Vacha 3 Kurse, Vacha–Geisa 60', Geisa–Tann 4 Kurse | 8 Kurse, Abschnitt Eisenach–Vacha 110 | 8 Kurse, Abschnitt Eisenach–Vacha 110 |
| 111           | Vacha – Völkershausen – Oechsen                                                                            | VUW                               | 20 Kurse                                                    | kein Verkehr                          | kein Verkehr                          |
| dorfbus 112   | Geisa – Geismar – Schleid – Gerstengrund – Otzbach – Borsch – Point Alpha – Geisa                          | VUW                               | Verkehr 7 – 19 Uhr                                          | kein Verkehr                          | kein Verkehr                          |
| 113           | Geisa – Gerstengrund                                                                                       | VUW                               | 7 Kurse                                                     | kein Verkehr                          | kein Verkehr                          |
| 114           | Geisa – Wiesenfeld – Geismar – Reinhards – Spahl – Ketten – Walkes – Apfelbach – Motzlar – Schleid – Geisa | VUW                               | 15 Kurse                                                    | 2 Kurse                               | 2 Kurse                               |
| 115           | Deicheroda – Mühlwärts – Sünna                                                                             | VUW                               | 3 Kurse                                                     | kein Verkehr                          | kein Verkehr                          |
| 116           | Buttlar – Bermbach – Wenigentaft                                                                           | VUW                               | 15 Kurse                                                    | kein Verkehr                          | kein Verkehr                          |
| 117           | Eisenach – Unterellen – Lauchröden                                                                         | VUW                               | 13 Kurse                                                    | kein Verkehr                          | kein Verkehr                          |
| 118           | Eisenach – Eckardtshausen                                                                                  | VUW                               | 9 Kurse                                                     | kein Verkehr                          | kein Verkehr                          |
| 119           | Eisenach – Kupfersuhl – Möhra                                                                              | VUW                               | 11 Kurse                                                    | kein Verkehr                          | kein Verkehr                          |
|               | Bereich 12: Kuppenrhön-Hessisches Kegelspiel                                                               |                                   |                                                             |                                       |                                       |
| 120           | Dermbach – Geisa – Grenzmuseum Point Alpha – Hünfeld                                                       | VUW                               | ca. 120' + 18 Kurse                                         | 180'                                  | 180'                                  |
| 121           | Wiesenthal – Bernshausen – Oechsen – Stadtlengsfeld                                                        | "Der Wiesenthaler" Fleischmann    | 1 Kurs                                                      | kein Verkehr                          | kein Verkehr                          |
|               | Bereich 13: Feldatal                                                                                       | VUW                               |                                                             |                                       |                                       |
| 130           | Bad Salzungen – Langenfeld – Urnshausen – Wiesenthal – Dermbach                                            | VUW                               | 60'                                                         | 4 Kurse                               | 4 Kurse                               |
| 131           | Wiesenthal – Dermbach                                                                                      | VUW                               | ca. 120'                                                    | 2 Kurse                               | 2 Kurse                               |
| dorfbus 132   | Kaltennordheim – Zella – Brunnhartshausen – Steinberg – Föhlritz – Dermbach                                | VUW                               | Verkehr 7 - 19 Uhr                                          | Verkehr 9 -14.45 Uhr                  | Verkehr 9 - 14.45 Uhr                 |
| 133           | Dermbach – Empfertshausen – Diedorf – Kaltennordheim – Kaltensundheim – Fladungen                          | VUW                               | 16 Kurse                                                    | kein Verkehr                          | kein Verkehr                          |
| 134           | Bad Salzungen – Dermbach – Stadtlengsfeld – Oechsen – Wölferbütt                                           | VUW                               | 3 Kurse                                                     | kein Verkehr                          | kein Verkehr                          |
| 136           | Dermbach – Empfertshausen – Tann (Rhön) – Geisa                                                            | VUW                               | 1 Kurs                                                      | kein Verkehr                          | kein Verkehr                          |
|               | Bereich 14: Erbstromtal-Rennsteig                                                                          | VUW                               |                                                             |                                       |                                       |
| 140           | Eisenach – Wutha-Farnroda – Ruhla – Bad Liebenstein – Bad Salzungen                                        | VUW                               | 60'                                                         | 60-180'                               | 120-180'                              |
| 142           | Eisenach – Wutha-Farnroda – Ruhla – Brotterode – Bad Tabarz Inselsbergexpress                              | VUW                               | 2 Kurse                                                     | 3 Kurse                               | 3 Kurse                               |
| 143           | Eisenach – Mosbach                                                                                         | VUW                               | 11 Kurse                                                    | 3 Kurse                               | 3 Kurse                               |
| 144           | Mosbach – Kittelsthal – Seebach – Winterstein – Ruhla                                                      | VUW                               | 18 Kurse                                                    | kein Verkehr                          | kein Verkehr                          |
|               | Bereich 15: Hörsel                                                                                         | Verkehr Hainich OHG/Reise Schieck |                                                             |                                       |                                       |
| 150           | Eisenach – Behringen – Bad Langensalza                                                                     | Verkehr Hainich OHG               | 120' ergänzt durch Linie 726                                | 180'                                  | 180'                                  |
| 151           | Eisenach – Großenlupnitz – Ettenhausen/N.                                                                  | Verkehr Hainich OHG               | 16 Kurse                                                    | kein Verkehr                          | kein Verkehr                          |
| 152           | Eisenach – Deubach – Sondra – Mechterstädt                                                                 | Verkehr Hainich OHG               | 9 Kurse                                                     | kein Verkehr                          | kein Verkehr                          |
| 726           | Behringen – Bad Langensalza                                                                                | Reise Schieck                     | ca. alle 120' ergänzend zu Linie 150                        | kein Verkehr                          | kein Verkehr                          |
|               | Bereich 16: Hainich                                                                                        | Verkehr Werraland OHG             |                                                             |                                       |                                       |
| 160           | Eisenach – Mihla – Nazza – Mühlhausen                                                                      | Verkehr Werraland OHG             | 60–120'                                                     | 4 Kurse                               | 4 Kurse                               |
| 161           | Eisenach – Ütteroda – Mihla                                                                                | Verkehr Werraland OHG             | 10 Kurse                                                    | kein Verkehr                          | kein Verkehr                          |
| 162           | Hallungen – Mihla – Creuzburg                                                                              | Verkehr Werraland OHG             | 21 Kurse                                                    | kein Verkehr                          | kein Verkehr                          |
| 163           | Nazza – Treffurt                                                                                           | Verkehr Werraland OHG             | 5 Kurse                                                     | kein Verkehr                          | kein Verkehr                          |
|               | Bereich 17: Nördliches Werratal                                                                            | VUW                               |                                                             |                                       |                                       |
| 170           | Eisenach – Creuzburg (– Ifta) – Treffurt – Falken / Eschwege Fahrradbus                                    | VUW                               | 60–120'                                                     | 120–240'                              | 120–240'                              |
| 172           | Großburschla – Treffurt (– Wendehausen) – Falken                                                           | VUW                               | 12 Kurse                                                    | kein Verkehr                          | kein Verkehr                          |
| 173           | Eisenach – Ifta – Wolfmannsgehau                                                                           | VUW                               | 17 Kurse                                                    | kein Verkehr                          | kein Verkehr                          |
| 174           | Eisenach – Stregda – Madelungen – Krauthausen – Pferdsdorf                                                 | VUW                               | 15 Kurse                                                    | kein Verkehr                          | kein Verkehr                          |
| 175           | Creuzburg – Scherbda                                                                                       | VUW                               | 9 Kurse                                                     | kein Verkehr                          | kein Verkehr                          |
| 176           | Creuzburg – Pferdsdorf                                                                                     | VUW                               | 3 Kurse                                                     | kein Verkehr                          | kein Verkehr                          |
|               | Bereich 18: Gerstungen                                                                                     | Verkehr Werra OHG                 |                                                             |                                       |                                       |
| 180           | Eisenach – Marksuhl – Gerstungen – Berka/W. – Großensee                                                    | Verkehr Werra OHG                 | ca. 60–120' + Schulfahrten                                  | 3 Kurse                               | kein Verkehr                          |
| 181           | Eisenach – Lauchröden – Gerstungen                                                                         | Verkehr Werra OHG                 | 2 Kurse                                                     | kein Verkehr                          | kein Verkehr                          |
| 183           | Eisenach – Eckardtshausen – Oberellen – Gerstungen                                                         | Verkehr Werra OHG                 | 9 Kurse                                                     | kein Verkehr                          | kein Verkehr                          |
| 186           | Gerstungen – Obersuhl – Dippach                                                                            | Verkehr Werra OHG                 | 7 Kurse                                                     | kein Verkehr                          | kein Verkehr                          |
| 187           | Gerstungen – Berka/W. – Vitzeroda                                                                          | Verkehr Werra OHG                 | 10 Kurse                                                    | 3 Kurse                               | kein Verkehr                          |
| 188           | Sallmannshausen – Gerstungen – Berka/W. – Großensee                                                        | Verkehr Werra OHG                 | 8 Kurse                                                     | kein Verkehr                          | kein Verkehr                          |
|               | Bereich 19: Werraniederung-Thüringer Wald                                                                  | VUW                               |                                                             |                                       |                                       |
| 190           | Bad Salzungen – Barchfeld-Immelborn – Bad Liebenstein – Moorgrund – Hohe Sonne – Mariental – Eisenach      | VUW                               | 60'                                                         | 4 Kurse                               | 4 Kurse                               |
| 192           | Bad Liebenstein – Gumpelstadt – Möhra                                                                      | VUW                               | 4 Kurse                                                     | kein Verkehr                          | kein Verkehr                          |
| 196           | Bad Salzungen – Bad Liebenstein – Trusetal – Brotterode                                                    | VUW                               | 8 Kurse                                                     | 2 Kurse                               | 2 Kurse                               |
| 197           | Bad Salzungen – Kloster – Gumpelstadt                                                                      | VUW                               | 11 Kurse                                                    | 6 Kurse                               | 6 Kurse                               |

## Weblink
- Website der Verkehrsgemeinschaft